# Chiesa della Compagnia di Gesù
La Chiesa della Compagnia di Gesù, noto anche semplicemente come La Compañía, è un complesso composto da una chiesa dedicata a San Ignazio de Loyola e da un convento della Compagnia di Gesù situato nel centro storico di Quito, Ecuador.

## Descrizione

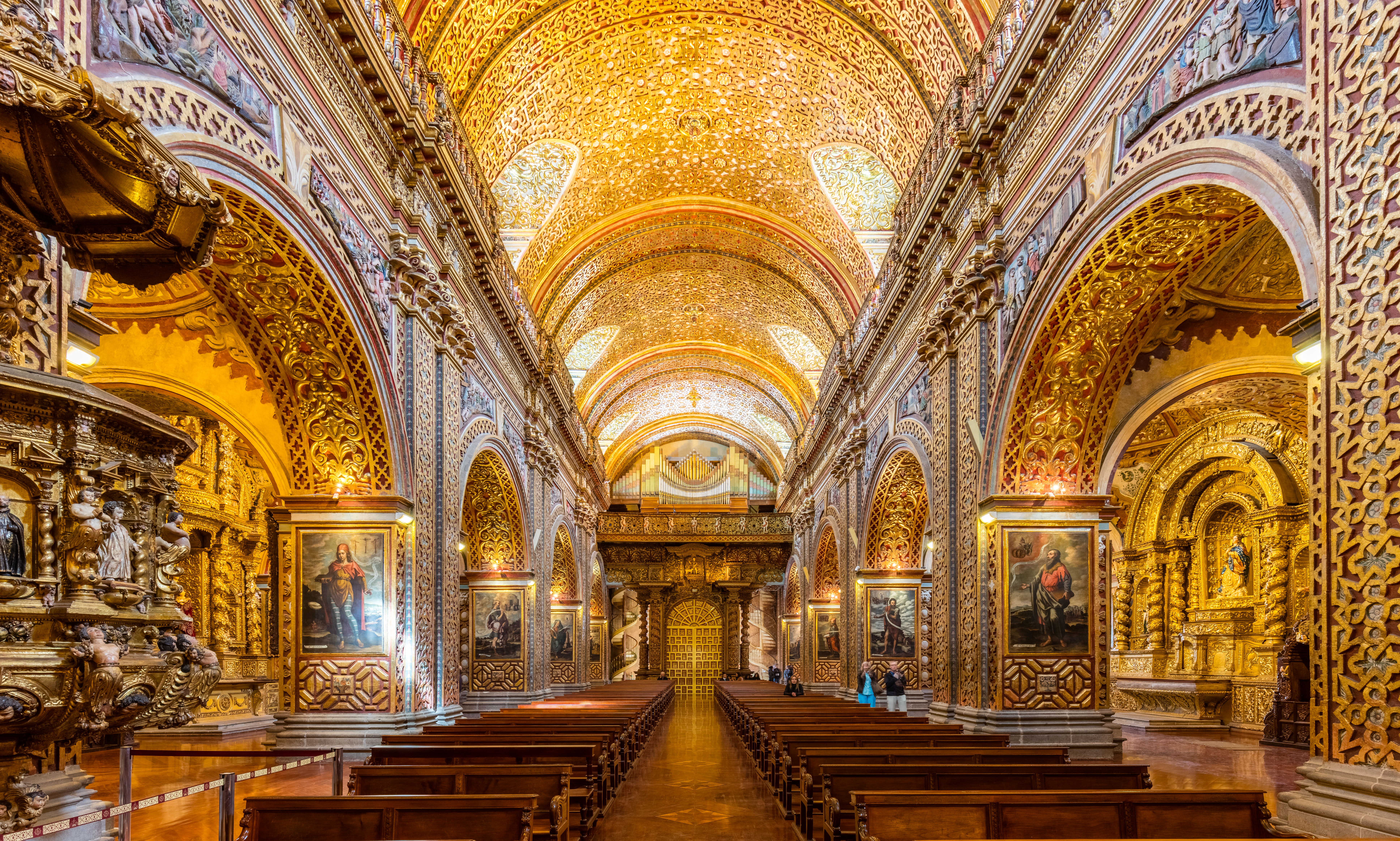
Interno della chiesa

Il portale principale, completamente scavato nella roccia vulcanica, è considerato una delle più importanti espressioni di architettura barocca del continente americano e del mondo.
Il complesso comprende la residenza di San Ignazio, "casa madre" dei gesuiti in Ecuador. Durante la sua epoca d'oro ospitava il Seminario di San Luis, il Colegio Máximo, l'Università di San Gregorio Magno e la Procura delle Missioni di Mainas.
La chiesa all'interno è decorata con una lamina d'oro. Fu visitato da papa Giovanni Paolo II, che presiedette una messa il 30 gennaio 1985. È stato anche visitato da papa Francesco il 7 luglio 2015.